# Pablo Casals
Pablo (Pau) Casals, egentligen Pau Casals i Defilló (katalanska: kə'zals; spanska: ka'sals), född 29 december 1876 i El Vendrell, Tarragona, Katalonien, död 22 oktober 1973 i San Juan, Puerto Rico, var en katalansk cellist, tonsättare och dirigent.

## Biografi
Casals gav sin första solospelning vid 14 års ålder under studietiden i Barcelona och de första framträdandena i Paris skedde 1899. Han turnerade 1906 med sin student  cellisten Guilhermina Suggia, med vilken han levde i ett samboförhållande. År 1909 (alternativt 1905) bildade han en av musikhistoriens mest kända trior tillsammans med Jacques Thibaud och Alfred Cortot. I Barcelona skapade han 1919 Orquesta Pau Casas och från 1925 även ett konsertsällskap för katalanska arbetare där konserter gavs för arbetarklasspublik.
Han ledde orkestern fram till 1936, då det spanska inbördeskriget bröt ut. Casals kritiserade öppet fascismen och var en outtröttlig förkämpe för freden. År 1939 gick han i exil och bosatte sig ned i Prades i franska Pyrenéerna, där han från 1950 arrangerade årliga musikfestivaler och kurser i cellospel. Han flyttade 1956  till Puerto Rico, där han 1957 lanserade Casalsfestivalen.
Casals är känd för sina tolkningar av Bachs solosviter och bland hans mest kända kompositioner märks juloratoriet El Pesebre och Hymn to the United Nations. Han var en banbrytare med sin fria celloteknik. 

### Familj
Casals levde 1906-1912 i ett samboförhållande med den portugisiska cellisten Guilhermina Suggia. Han gifte sig 1914 med sångerskan Susan Metcalfe och 1957 med den 60 år yngre cellisten Marta Montañez.

## Verk
- La vision de Fray Martin. Symfonisk dikt för orgel, soli, kör och orkester. 1902.
- Symfonisk dikt nr. 2. 1902.
- Kompositioner för violin och piano, för violoncell och piano, för soli, stråkar och piano.
- El Pesebre (Krubban). Juloratorium. 1943.
- Hymn to the United Nations (1971)